# Rokytník
Rokytník (německy Roketnik) je malá vesnice v Královéhradeckém kraji v okrese Náchod, nacházející se v údolí Jestřebích hor, přibližně 3 kilometry severoseverozápadně od města Hronov. Obec je součástí území CHKO Broumovsko. Nadregionálního významu obec dosáhla zdejším včelařstvím. Dále je obec a bájná hora Turov známa z literárních děl mistra Aloise Jiráska.

## Popis
Rokytník leží při jižním úpatí hory Turov (602 m n. m.), v turistické oblasti Kladské pomezí, obklopen kopci a lesy. Své jméno získal pravděpodobně od rokytí, které rostlo na březích zdejšího potoka. Dnešní rozloha katastru obce je 6 166 153 m2 a sousedícími katastry jsou Zbečník, Horní Kostelec, Bohdašín, Chlívce, Bystré (Stárkov), Stárkov, Horní Dřevíč a Velký Dřevíč. Obcí protékají tři potoky - Rokytník (jinak zvaný Niva), Rokytenka a Zbečník. Jsou zde čtyři požární nádrže a na západním konci vesnice je malý rybníček. Na zdejší katastr zasahuje výběžek kamenouhelné svatoňovické pánve a z nerostů se zde vyskytuje pískovec, opuka, slepenec, křemen a červený jíl.
Rokytník je vesnicí tzv. kolonizačního typu, což znamená, že nemá klasickou náves, ale domy jsou soustředěny kolem cest a potoků. Středem spodní části obce se táhne nevelký kopec s evangelickým hřbitovem na vršku, který rozděluje Rokytník na dvě části. Podél tzv. hlavní cesty je rozmístěna většina domů včetně sokolovny, kostela, hospody, kapličky, hasičské zbrojnice i budovy bývalého kravína a školy. Horní polovina této části Rokytníka se odjakživa nazývá „Hanava“. Touto částí vesnice protéká potok Rokytenka. Zcela na konci, pod Turovem, stojí ještě několik domů na tzv. „Pustinách“. Druhou stranu obce tvoří tzv. „Draha“. Protéká tudy potůček Niva, jsou zde povětšinou rodinné domky a areál bývalého zimního stadionu. Cesta tudy vedoucí je slepá a končí na tzv. „Zadech“, kde jsou roztroušeny samoty několika domků, přibližně kilometr za Drahami. V roce 2011 měl Rokytník 283 obyvatel a od roku 1950 spadá pod hronovskou samosprávu.

## Referendum o odtržení
V květnu 2009 vznikl přípravný výbor z obyvatel místních částí Velký Dřevíč a Rokytník, kteří chystali společné osamostatnění těchto obcí. Zmocněncem 13členného přípravného výboru byl Ondřej Nývlt z Velkého Dřevíče. 14. září 2009 předal zmocněnec městskému úřadu návrh na osamostatnění, pod který se podepsalo asi 65 % obyvatel obou vesnic. Úřad uznal, že návrh splňuje všechny záležitosti, a předal je městskému zastupitelstvu k projednání na jeho nejbližším zasedání dne 19. října 2009. Protože se tak nestalo, přípravný výbor požádal z důvodu nečinnosti úřadu o vyhlášení referenda soud. Zastupitelstvo na svém zasedání 5. listopadu 2009 zamítlo vyhlášení referenda s odůvodněním, že společné osamostatnění dvou částí města je v rozporu s právními předpisy, neboť za účelem konání místního referenda nelze „spojit“ dvě části obce. Krajský soud jako příslušný správní soud ale 26. listopadu 2009 usnesením rozhodl, že pozdní projednání návrhu zastupitelstvem i zamítnutí referenda byly v rozporu se zákonem, a referendum vyhlásil na 20. března 2010, tedy podle návrhu přípravného výboru. Krajský soud zastával názor, že pojem „část obce“ v § 20a a 21 zákona o obcích není totožný s pojmem „část obce“ v § 27 téhož zákona, ale je nutno jej chápat v jiném a to podstatně obecnějším významu, tedy i pro více částí obce společně.
20. března 2010 se konalo místní referendum s otázkou: „Souhlasíte s osamostatněním místních částí Velký Dřevíč a Rokytník od města Hronova a vznikem nové samostatné obce?“ Hlasů pro osamostatnění bylo 45,5 % (ve Velkém Dřevíči 48,2 %, v Rokytníku 38,7 %), hlasů proti osamostatnění bylo 29,5 % (ve Velkém Dřevíči 25,4 %, v Rokytníku 40,3 %) z počtu oprávněných voličů. Oprávněných voličů bylo 870, vydáno bylo 660 úředních obálek (t. j. účast byla 75,86 %], bylo odevzdáno 654 platných hlasů. Podle zápisu bylo odevzdáno o jednu úřední obálku více, než jich bylo vydáno. Výsledek referenda byl záporný, protože k odtržení je vyžadována nadpoloviční většina ze všech oprávněných voličů.